# RN15 (Mali)
Die RN15 ist eine Fernstraße in Mali, die in Sévaré an der Ausfahrt der RN6 beginnt und in Gao an der Gabelung mit der RN17 und der RN8 endet. Sie ist 564 Kilometer lang.